# Mechanické namáhání
Mechanické namáhání reálného tělesa, též mechanická zátěž či zatížení, je silové působení, které kromě reaktivní síly zpět na zdroj vyvolává tlaky ve struktuře tělesa, jeho deformace a při opakovaných změnách zátěže i jeho zahřívání vlivem mechanických ztrát v materiálu. Z pohledu přechodového děje se navíc mechanické napětí (tlak, pnutí) šíří materiálem tělesa postupně, a to rychlostí zvuku, což je jeden ze základních parametrů materiálu.
Z hlediska praktického konstrukčního využití má význam hledat materiály schopné snést dané tlaky, rychlosti a deformace, a to při minimalizaci nákladů.

## Soumezné řezy
Jako příklad si lze dvě plochy jednoho soumezného řezu snadno připravit zlomením školní křídy: Obě části přelomeného hranolku budou k sobě velmi dobře pasovat.
Působení vnějších sil na těleso může být různé. Hovoříme pak o mechanickém namáhání tělesa v tahu / v tlaku, v ohybu, ve smyku (střihu), v kroucení (v krutu/torzi), resp. že jsou takto namáhány soumezné řezy:
- Tah/tlak je z tohoto pohledu totéž, působí se po normále soumezných řezů.
- Při smyku leží osa rotace v jejich rovině, podél osy se každý posouvá (smýká) v opačném směru.
- Při ohybu leží osa rotace v rovině soumezných řezů, ty se na jedné straně vzdalují (podtlak), na druhé straně osy naopak přitlačují.
- Při krutu je osa rotace na kolmá na rovinu soumezných řezů, ty se podle ní otáčejí, proti sobě, opačně.

Soumezné řezy tedy popisují 4 varianty dvou proměnných: Směr pohybu je tečný/kolmý, posuvný/otáčivý. V každém případě soumezné řezy na sebe vzájemně působí opačně, jsou spolu v kolizi.

tah (napínání)
tlak (stlačování, komprese)
ohyb (lámání)
smyk (střih)
krut (torze, kroucení)

## Praktické příklady zátěží
- Natahuje se nejen lano, nýbrž i oj u vozu.
- Ojí lze i tlačit, pak jde o vzpor (i když ten se ve statice uvažuje zpravidla nasvislo, gravitačně). Příliš tenká oj se pak může vyhnout do strany, jako přehřáté kolejnice bez dilatačních spár.
- Soumezné řezy jsou ve smyku ve střižném čepu, například právě v oji: Ten se jako bezpečnostní prvek používá například při potahování letadel, jako ochrana nohy letounu při náhlém cuknutí tahače. Výhodou je dostatečně přesně známá síla, při které se čep ustřihne, jeho průměr se tedy dimenzuje podle známé meze pevnosti ve střihu jeho materiálu a povolené síle na nohu letounu, resp. povoleném momentu na kloub nohy, při známé její délce. Obdobou je i spojení pero-drážka.
- Případu ohýbání/lámání z obrázku odpovídá bodová zátěž na konci vetknutého nosníku. Zajímavý je případ hřídele otáčející se pod závažím: Z pohledu pozorovatele sedícího na takové hřídeli by šlo o zátěž jako u starého ručního kávomlýnku, soumezné řezy by se před ním ohýbaly do všech stran, cyklicky v kruhu.
- Krutem (torzí) jsou namáhány i jednotlivé závity vinuté válcové pružiny, ať už v propisce, či na podvozku vagónu. Takováto pružina tedy převádí torzi na posun a zpět.

## Příklady přeměn zátěží
Na čtyřech typech zátěží lze popsat 6 vzájemných párových přeměn, resp. 10, pokud uvažujeme sebereference.
- Například kliková hřídel s pístní tyčí přeměňují tah/vzpor na všechny 4 typy namáhání, podle sledovaných míst konstrukce:
  - Na užitečný torzní moment v hřídeli,
  - na zátěžný ohyb hřídele, jemuž zamezuje radiální ložisko.
  - Jednotlivé ojnice, čepy klik, jsou při tlaku namáhány střihem,
  - tah celé pístnice se přenáší na pouhé dva šrouby kolem čepu kliky, napínají se.

## Navrhování konstrukcí
Efektivně navržená konstrukce na jedné straně přenese všechny předepsané síly, a to při dodržení tolerovaných deformací (pružných, minimálních), na druhou stranu nikde nenechá drahý pevný materiál nikde zahálet: Pokud nemá sloužit k přenášení sil, vůbec nemá být součástí konstrukce, protože by šlo o plýtvání.
Situace se komplikuje při vibracích, kdy odlehčená konstrukce může dobře vyhovovat při statickém zatížení, ale při zavedení dnešních točivých strojů se mohou začít projevovat rezonance, vedoucí k zesilování výchylek a deformací a vést ke zničení stroje rozpadem jeho konstrukce. Proto se dnes konstrukce po statickém návrhu ještě podrobují ověřování dynamické výdrže, to stále ještě ve fázi modelů a výpočtů: Dnešní výpočetní technika a CAD umožňují takovéto simulace už i v reálném čase, například barevně (zoranžověním, zčervenáním) zvýrazňují namáháním přetížená místa: Slabé krčky. Každá příčka (nosník) má svou vlastní frekvenci, tyto pak po tuhé konstrukci přebíhají a jejich skládáním (superpozicí) může dojít k rezonancím či i vzniku záznějových míst: uzel/kmitna. Cílem úprav z frekvenčních testů je z konstrukce vytlačit nebezpečné nízké frekvence a u zbylých blízkých odstranit jejich celočíselnou násobnost. Zbylé vysoké frekvence přirozeně existují vždy, mají však jen malé amplitudy a nepředstavují nebezpečí. Obecně platí, že čím robustnější konstrukce, tím vyšším tónem zní. A opačně: Odebíráním materiálu (úspory) konstrukce měkne, tím se vlastní frekvence snižuje a zvyšuje rozkmit.

## Příklady konstrukcí a jejich materiálů
- skleněná pružina
- drak letounu – dural, elektron (slitina hořčíku), titan (prvek)
- kompozitní krátký luk
- orbitální výtah – uhlíkové vlákno, fullereny
- klenba – skořápka vejce či ořech, O2 aréna
- voština – rotorový list vrtulníku
- japonský oválný zvon o dvou tónech
- nylonový popruh – suchý zip
- zdrhovadlo
- výdrž v ohybu: azbest, skelná vata, sláma
- mechanika ohybu: optické vlákno, řemeslné ohýbání trubek topenářem
- vzorek pneumatiky – stromeček
- gekon šplhající po skle, vrtací sonda přichytávající se na asteroid
- ztekutění ledu pod zátěží: struna napnutá přes kostku ledu se do ní propadá